# Szatmári Csaba (labdarúgó, 1973)
Szatmári Csaba (Debrecen, 1973. november 2. –) magyar labdarúgó.

## Pályafutása
Egész profi pályafutását a Debreceni VSC csapatában játszotta, és mindvégig meghatározó játékosa volt a klubnak. Csupán egy alkalommal adták kölcsön egy fél évre a Nyíregyháza Spartacus csapatának, és egy mérkőzésen szerepelt az NB II ben a DVSC–DEAC csapatában. 1993-ban debütált a DVSC-színeiben, amelyet 16 évig szolgált. Ezen időszak alatt tagja volt a hajdúsági klub négy bajnokcsapatának, valamint négy alkalommal hódította el a Magyar Kupát is. Csapata színeiben összesen 29 alkalommal lépett pályára nemzetközi kupamérkőzésen.
2008 decemberében visszavonult a profi futballozástól.
Az olimpiai válogatottban két mérkőzésen lépett pályára Atlantában.
Fia, Szatmári Csaba szintén labdarúgó, korábbi egyesületénél a Debreceni VSC-nél.

## Statisztika

### Mérkőzései a válogatottban
| Magyarország | Magyarország     | Magyarország               | Magyarország | Magyarország | Magyarország | Magyarország       | Magyarország | Magyarország |
| #            | Dátum            | Helyszín                   | Hazai        | Eredmény     | Vendég       | Kiírás             | Gólok        | Esemény      |
| ------------ | ---------------- | -------------------------- | ------------ | ------------ | ------------ | ------------------ | ------------ | ------------ |
|              | 1996. július 21. | Orlando, Citrus Bowl (USA) | Nigéria      | 1 – 0        | Magyarország | olimpiai D csoport | -            | 16'          |
|              | 1996. július 23. | Miami, Orange Bowl (USA)   | Brazília     | 3 – 1        | Magyarország | olimpiai D csoport | -            | 90'          |
|              | Összesen         |                            |              | 0            | mérkőzés     |                    | 0            | gól          |